# Pseudolarix amabilis
Gli pseudolarici, o falsi larici (Pseudolarix) sono un genere di piante della famiglia delle Pinacee, attualmente considerato monospecifico e comprendente la sola specie Pseudolarix amabilis (Nelson) Rehder, 1919.
Fu scoperta dal botanico inglese Charles Maries.

## Descrizione
Proveniente dalle regioni della Cina sud-orientale Zhejiang e Jiangxi e molto diffuso in Europa come bonsai, è caratterizzato da aghi che ingialliscono e cadono durante l'inverno, come negli alberi decidui; per questa sua caratteristica è conosciuto comunemente come larice dorato.
Ha la caratteristica di essere un albero a crescita lenta e la cui corteccia è di colore grigio e marrone (molto spesso è spaccata in età matura), con foglie caduche e flessibili. La pianta trasuda una grande quantità di resina che, a differenza di altre pinacee, contiene acido succinico. 

Per tale motivo si suppone che l'ambra del Baltico (chiamata mineralogicamente succinite) sia resina fossile di qualche specie di Pseudolarix vissuta durante il Terziario.